# H.N.I.C. 3
Albums de Prodigy
Product of the 80's
(2008) The Bumpy Johnson Album
(2012)
H.N.I.C. 3 est le cinquième album studio de Prodigy, sorti le 2 octobre 2012.
Cet album est le troisième opus de la série H.N.I.C..
Il s'est classé 15e au Top Rap Albums, 16e au Top R&B/Hip-Hop Albums, 17e au Top Independent Albums et 23e au Billboard 200.

## Liste des titres
| No  | Titre                                      | Contient un (des) sample(s) de                                   | Durée |
| --- | ------------------------------------------ | ---------------------------------------------------------------- | ----- |
| 1.  | Without Rhyme or Reason                    |                                                                  | 2:47  |
| 2.  | Slept On                                   |                                                                  | 3:02  |
| 3.  | Pretty Thug                                | L'Alpagueur de Michel Colombier                                  | 4:10  |
| 4.  | My Angel (featuring Willie Taylor)         |                                                                  | 3:58  |
| 5.  | Co-Pilot (featuring Wiz Khalifa)           |                                                                  | 4:30  |
| 6.  | Live                                       | Vai Gorilla (Side a Original Single) de Bixio, Frizzi et Tempera | 4:26  |
| 7.  | Make It Hot                                |                                                                  | 4:11  |
| 8.  | Get Money (featuring Boogz Boogetz)        |                                                                  | 5:24  |
| 9.  | Life Is What You Make It                   | The Show Must Go On de Queen                                     | 2:21  |
| 10. | Award Show Life                            | Here We Go (Live at the Funhouse) de Run–D.M.C.                  | 3:35  |
| 11. | Who You Bullshittin' (featuring Havoc)     |                                                                  | 3:51  |
| 12. | Skull & Bones                              |                                                                  | 3:06  |
| 13. | Smack That Bitch (featuring Esther)        |                                                                  | 5:50  |
| 14. | Let Me Show You (featuring Vaughn Anthony) | Mechanical Body de George McCrae et Gwen McCrae                  | 4:48  |
| 15. | Gangsta Love (featuring Esther)            |                                                                  | 4:26  |
| 16. | What's Happening (featuring T. I.)         |                                                                  | 4:07  |

| 17. | Hate to Love You | Medley: I Won't Last a Day Without You/Let Me Be the One d'Al Wilson | 3:17 |
| 18. | Ms. Bad Ass      |                                                                      | 2:02 |
| 19. | G-Up             | Sad Nile des Whitefield Brothers                                     | 2:43 |
| 20. | Serve 'Em        |                                                                      | 2:25 |